# Argyrostrotis plagiata
Argyrostrotis plagiata là một loài bướm đêm trong họ Erebidae.